# 113
Năm 113 là một năm trong lịch Julius.

## Mất
- Pliny Trẻ, nhà khoa học và luật sư người La Mã